# Plavy

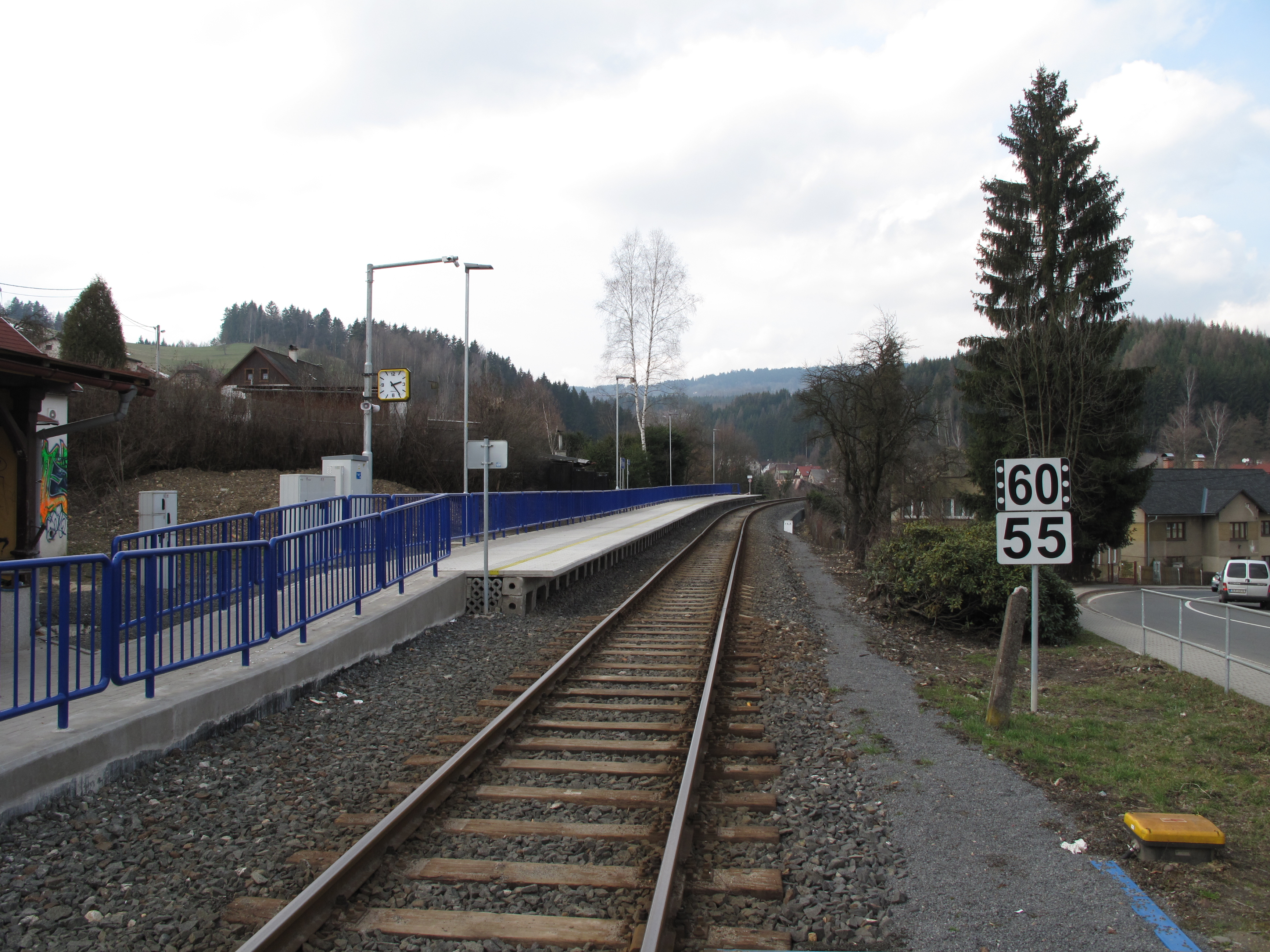
Bahnhof Plavy (2016)

Plavy (deutsch Plaw) ist eine Gemeinde im Okres Jablonec nad Nisou in Tschechien.

## Geographie
Plavy befindet sich 5,4 Kilometer von Jablonec nad Nisou entfernt, bis Liberec sind es 12 Kilometer. Außerdem liegt Plavy mit einer Entfernung von 7,5 Kilometern in der Nähe zur Grenze zu Polen. Plavy grenzt an Zásada im Westen, an Velké Hamry im Norden, an Zlatá Olešnice u Tanvaldu im Osten und an Držkov im Süden. Durch Plavy verläuft zentral die Silnice I/10, ein Teil der Europastraße 65. Außerdem gibt im Dorf einen Bahnhof an der Bahnstrecke Železný Brod–Tanvald und zwei Bushaltestellen. Kleinere Landstraßen sorgen ebenfalls für die Anbindung der Gemeinde.
Durch Plavy fließt vertikal die Kamenice. Der höchste Punkt im Gemeindegebiet befindet sich 580 Meter über dem Meeresspiegel. In Plavy befindet sich ein Skigebiet mit 2 Liften.

## Geschichte
1624 wurde Plavy erstmals urkundlich erwähnt. Eine örtliche Spinnerei wird seit 1854 betrieben. Von 1874 bis 1875 wurde die Bahnstrecke Železný Brod–Tanvald erbaut, womit Plavy an das Bahnnetz Tschechiens angebunden wurde. 1924 wurde die Gemeinde elektrifiziert.

## Ortsteile
- Plavy
- Haratice

## Bevölkerungsentwicklung
| Jahr      | 1869 | 1880 | 1890 | 1900 | 1910 | 1921 | 1930 | 1950 | 1961 | 1970 | 1980 | 1991 | 2001 | 2011 | 2021 |
| --------- | ---- | ---- | ---- | ---- | ---- | ---- | ---- | ---- | ---- | ---- | ---- | ---- | ---- | ---- | ---- |
| Einwohner | 1048 | 1130 | 1296 | 1504 | 1816 | 1700 | 1927 | 1245 | 1297 | 1272 | 1295 | 1173 | 1084 | 1034 | 1012 |

## Partnergemeinden
- Paszowice

## Persönlichkeiten
- Josef Muzika (1894–1982), Virtuose und Lehrer
- Josef Jindřišek (* 1981), Fußballer